# Georgina Póta
Georgina Póta (ur. 13 stycznia 1985 w Budapeszcie) – węgierska tenisistka stołowa, dwukrotna mistrzyni Europy. 
W mistrzostwach Europy ośmiokrotnie zdobywała medale. Jest mistrzynią Starego Kontynentu w grze podwójnej (w parze z Krisztiną Tóth) z Petersburga (2008) i drużynowo z Belgradu (2007).
Mistrzyni Europy juniorów w 2002 w grze pojedynczej.
Startowała bez sukcesu w igrzyskach olimpijskich w Pekinie (2008) i w dotychczasowych mistrzostwach świata, choć w 2007 w Zagrzebiu była bliska medalu w grze podwójnej (w parze z Krisztiną Tóth), przegrywając ćwierćfinał z zawodniczkami z Korei Południowej (Kim Kyung-ah, Park Mi-young).